# Cédric Sorhaindo
Cédric Sorhaindo (La Trinité, Martinik, 7. lipnja 1984.) je francuski rukometaš i nacionalni reprezentativac koji igra na poziciji pivota. Trenutno nastupa za španjolsku FC Barcelonu.
Osvajač je europskog i dva svjetska naslova rukometnog prvaka s francuskom reprezentacijom.

## Karijera

### Klupska karijera
Cédric Sorhaindo rođen je na francuskom otočju Martinique te je u dobi od tri godine već dva puta operirao koljeno. Nakon toga, već je sa 17 godina morao na operaciju noge jer je slomio potkoljenicu koju je trebalo ispraviti.
Sorhaindo je rukometnu karijeru započeo u Gauloise de Trinité dok je od 2004. zaigrao za Paris Handball iz francuske prijestolnice. S klubom je nastupio i u kvalifikacijama za rukometnu Ligu prvaka gdje je igrao protiv njemačkog THW Kiela, ali se nije uspio plasirati u samo natjecanje.
Tokom zimske stanke u sezoni 2009./10. Sorhaindo je potpisao za Toulouse Handball i nakon svega šest mjeseci prešao u španjolsku FC Barcelonu.

### Reprezentativna karijera
Za francusku rukometnu reprezentaciju igrač je prvi puta zaigrao 2005. godine za koju je često nastupao u pripremnim utakmicama prije velikih natjecanja. Prva prilika za nastup na nekom velikom natjecanju bila je 2008. godine kada je Francuska nastupila na Olimpijskim igrama u Pekingu. Bertrand Gille je tada zatražio privremenu reprezentativnu pauzu pa se za Sorhainda otvorilo slobodno mjesto. Međutim, Gille je u konačnici nastupio za Costaudse, tako da za Sorhainda nije bilo mjesta u reprezentaciji.
Prvo veliko natjecanje na kojem je ovaj rukometaš nastupio bilo je Svjetsko prvenstvo u Hrvatskoj 2009. godine. Na njemu je Francuska osvojila zlato i postala novi svjetski prvak. U finalnoj utakmici Francuzi su pobijedili Hrvatsku rezultatom 24:19, a Sorhaindo je u finalu postigao dva gola uz učinak 2/4.
Na Europskom prvenstvu u Austriji održanom 2010. godine, Cédric Sorhaindo je također nastupao za Francusku koja je postala europski prvak pobijedivši u finalu igranom u Beču reprezentaciju Hrvatske s 25:21. Sorhaindo je bio i član reprezentacije koja je na Svjetskom prvenstvu u Švedskoj 2011. obranila naslov svjetskog prvaka.
Sorhaindo u reprezentaciji daje veliki doprinos u obrani, osobito tijekom odsutnosti Didiera Dinarta.

## Osvojeni trofeji

### Reprezentativni trofeji
| Francuska                      | Francuska | Francuska |
| Natjecanje                     | Godina    | Trofej    |
| ------------------------------ | --------- | --------- |
| Svjetsko prvenstvo u Hrvatskoj | 2009.     | Zlato     |
| Europsko prvenstvo u Austriji  | 2010.     | Zlato     |
| Svjetsko prvenstvo u Švedskoj  | 2011.     | Zlato     |

## Vanjske poveznice
- Cédric Sorhaindo (fr.Wiki)